# Alpes de Brandenberg
Os Alpes de Brandenberg - Brandenberger Alpen em alemão - é um maciço montanhoso que faz parte dos Alpes Orientais-Norte na sua secção dos Alpes Calcários do Tirol. Encontra-se no Tirol na Áustria, e o  ponto mais alto é o Hochiss com 2.299 m.

## Situação
A Norte ficam os Alpes de Mangfall, a Leste os Montes do Kaiser, a Sudeste os Alpes de Kitzbuhe, a Sul os Pré-Alpes de Tux, e a Oeste os Montes de Karwendel.

## SOIUSA
A Subdivisão Orográfica Internacional Unificada do Sistema Alpino (SOIUSA), dividiu os Alpes em duas grandes partes:Alpes Ocidentais e Alpes Orientais, separados pela linha formada pelo  Rio Reno - Passo de Spluga - Lago de Como - Lago de Lecco.
Os Alpes de Lechtal, Montes de Lechquellen, Montes de Mieming e de Wetterstein, Montes de Karwendel, Alpes de Brandenberg, e Montes do Kaiser formam os Alpes calcários do Tirol.

### Classificação  SOIUSA
Segundo a SOIUSA este acidente geográfico é uma Sub-secção alpina  com as seguintes características
- Parte = Alpes Orientais
- Grande sector alpino = Alpes Orientais-Norte
- Secção alpina = Alpes calcários do Tirol
- Sub-secção alpina =  Alpes de Brandenberg
- Código = II/B-21.V

## Imagens

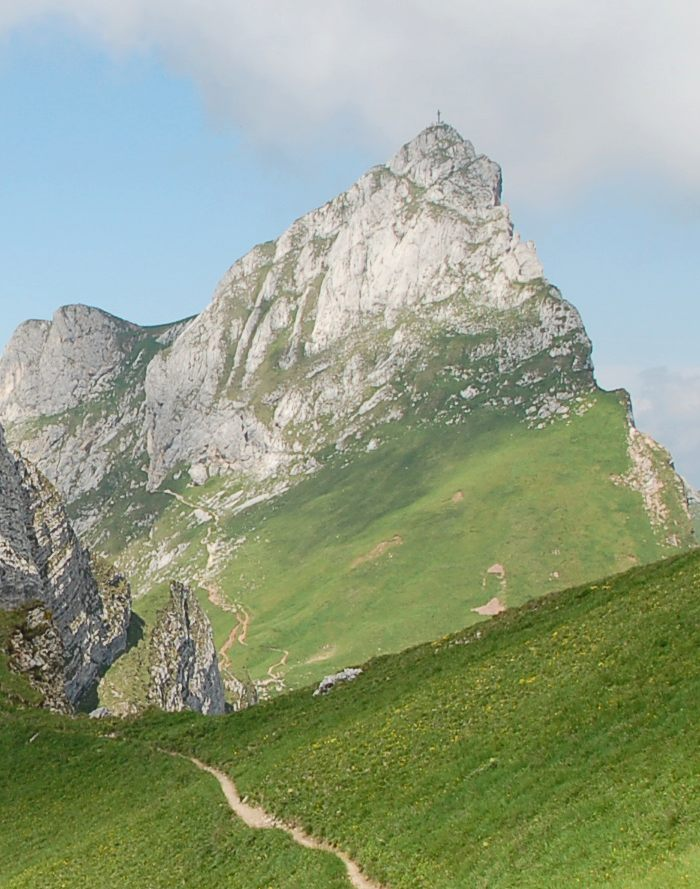
O  Hochiss